# Diode à avalanche

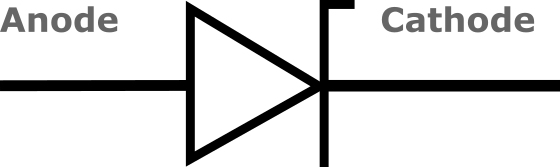
Symbole de la diode à avalanche.

En électronique, un diode à avalanche est une diode (faite de silicium ou d'autres semi-conducteurs) conçue pour subir un effet d'avalanche à une tension de polarisation inverse spécifique. La jonction d'une diode à avalanche est conçue pour empêcher la concentration de courant et les points chauds résultants, de sorte que la diode ne soit pas endommagée par le claquage. La dégradation de l'avalanche est due à des porteurs minoritaires suffisamment accélérés pour créer une ionisation dans le réseau cristallin, produisant plus de porteurs, qui à leur tour créent plus d'ionisation. Parce que la panne d'avalanche est uniforme à travers toute la jonction, la tension de panne est presque constante avec le courant changeant par rapport à une diode non-avalanche.
La diode Zener présente un effet apparemment similaire, en plus du claquage Zener. Ces deux effets sont présents dans toute diode de ce type, mais l'un domine généralement l'autre. Les diodes à avalanche sont optimisées pour l'effet d'avalanche ; elles présentent donc une chute de tension faible mais significative en cas de claquage, contrairement aux diodes Zener qui maintiennent toujours une tension supérieure à celle du claquage. Cette caractéristique offre une meilleure protection contre les surtensions qu'une simple diode Zener et se comporte davantage comme un remplacement de tube à décharge. Les diodes à avalanche ont un faible coefficient de température positif, tandis que les diodes utilisant l'effet Zener ont un coefficient de température négatif.

## Applications

### Référence de tension

Le graphique linéaire courant/tension montre une tension quasi constante lors du claquage.

La tension après claquage ne varie que légèrement avec les variations de courant. La diode à avalanche est donc utile comme référence de voltage. Les diodes de référence de tension supérieures à 6 à 8 volts sont généralement des diodes à avalanche.

### Protection contre les surtensions
Une application courante est la protection des circuits électroniques contre les surtensions dommageables. La diode à avalanche est connectée au circuit de manière à être polarisée en inverse. Autrement dit, sa cathode est positive par rapport à son anode. Dans cette configuration, la diode est non conductrice et n'interfère pas avec le circuit. Si la tension dépasse la limite de conception, la diode claque en avalanche, ce qui conduit la tension dangereuse à la terre. Utilisées de cette manière, elles sont souvent appelées diodes de blocage ou suppresseurs de tension transitoire, car elles fixent ou « bloquent » la tension maximale à un niveau prédéterminé. Les diodes à avalanche sont généralement spécifiées pour ce rôle par leur tension de blocage VBR et la quantité maximale d'énergie transitoire qu'elles peuvent absorber, spécifiée soit par l'énergie (en joules), soit par i2rt. Le claquage en avalanche n'est pas destructeur tant que la diode est protégée contre la surchauffe.

### Génération de bruit de radiofréquence
Les diodes à avalanche peuvent générer du bruit de radio-fréquence et sont couramment utilisées comme sources de bruit dans les équipements radio et les générateurs de nombres aléatoires matériels. Par exemple, elles sont souvent utilisées comme source de RF pour les ponts analyseurs d'antennes (en).

### Génération de fréquences micro-ondes
Lorsqu'elles sont placées dans un circuit résonant, les diodes à avalanche peuvent agir comme des dispositifs à résistance négative. La diode IMPATT (en) ((en) Impact Ionization Avalanche Transit-Time) est une diode à avalanche optimisée pour la génération de fréquences.

### Détecteur à avalanche à photon unique
Le détecteur à avalanche à photon unique (en) (SPAD) sont des dispositifs, fabriqués à partir de silicium dopé, qui exploitent l'effet de rupture en avalanche pour détecter des photons uniques. C'est un détecteur de photons à gain élevé, idéal pour des applications à faible niveau de lumière et à haute vitesse. Elle est polarisée en inverse avec une tension proche de sa tension de rupture, permettant à une paire électron-trou générée par un photon incident de déclencher une avalanche détectable. Depuis leur introduction dans la technologie CMOS en 2003, ces capteurs ont connu une évolution rapide. Différentes architectures ont été explorées, allant des versions simples avec traitement hors puce aux capteurs intégrant des fonctionnalités avancées d'horodatage et de traitement sur puce, voire au niveau du pixel. Ces capteurs sont utilisés dans diverses applications biophotoniques, notamment la microscopie de fluorescence à vie (FLIM), la FLIM-FRET multiphotonique, la SPIM-FCS, la microscopie à super-résolution, la spectroscopie Raman résolue en temps, l'imagerie optique proche infrarouge (NIROT) et la tomographie par émission de positons (TEP).